# حديث مدينة العلم
حديث مدينة العلم؛ يعد حديث «أنا مدينة العلم وعلي بابها فمن أراد العلم فليأته من بابه» من أحاديث النبي في حق علي بن أبي طالب. أجمعت الشيعة على تواتر هذا الحديث، وصرّح أكثر كبار علماء أهل السنة بضعفه وكذبه ووضعه.

## نص الحديث
روي حديث مدينة العلم بألفاظٍ مختلفة، منها:
«أنا مدينة العلم، وعلي بابها، فمن أراد العلم فليأت الباب».
«أنا مدينة العلم، وعلي بابها، فمن أراد العلم فليأته من بابه».
«أنا دار الحكمة، وعليُّ بابها».

## تواتر الحديث وصحته
أجمعت الشيعة على تواتر حديث مدينة العلم، بينما أجمع علماء أهل السنة والجماعة على ضعف الحديث وأنه حديث موضوع ومن الذين ضعّفوا الحديث الإمام البخاري والترمذي والدارقطني والألباني، وقد نقل الشيخ أبو إسحاق الحويني اتفاق المحدثين على ضعف الحديث.

## رواة الحديث

### طبقة الصحابة والتابعين
رواه من طبقات الصحابة والتابعين وتابعي التابعين:
| 1. علي بن أبي طالب 2.الحسن بن علي بن أبي طالب 3.الحسين بن علي 4.عبد الله بن عباس | 5.جابر بن عبد الله بن عمرو بن حرام 6.عبد الله بن مسعود 7.عبد الله بن عمر 8.حذيفة بن اليمان | 9.أنس بن مالك 10.عمرو بن العاص 11.علي بن الحسين السجاد 12.محمد الباقر | 13.الأصبغ بن نباتة 14.جرير الضبّي 15.سعيد بن جبير 16.عبد الله بن عثمان بن خثيم 17.عبد الرحمن بن عثمان. |

### الطبقات الأخرى
ومن الطبقات الأخرى:
| 1.الحافظ يحيى بن معين البغدادي 2.الشيباني 3.الترمذي 4.الطبري 5.أبو عبد الله الحاكم النيسابوري | 6.البغدادي 7.ابن عبد البر 8.ابن المغازلي 9.السمعاني 10.ابن الأثير | 11.الذهبي 12.ابن الصباغ المالكي 13.السيوطي 14.الآلوسي. |

## كلمات علماء أهل السنّة حول حديث مدينة العلم

### محمد بن إسماعيل البخاري
قال الإمام الترمذي:«سَأَلْتُ مُحَمَّدًا - يعني البخاري - عَنْهُ فَلَمْ يَعْرِفْهُ, وَأَنْكَرَ هَذَا الْحَدِيثَ» انتهى

### الإمام الشوكاني
ذكر هذا الحديث ابن الجوزي في الموضوعات من طرق عدة، وجزم ببطلان الكل، وتابعه الذهبي وغيره.

### ابن تيمية
وَأَمَّا حَدِيثُ ( أَنَا مَدِينَةُ الْعِلْمِ ) فَأَضْعَفُ وَأَوْهَى ، وَلِهَذَا إنَّمَا يُعَدُّ فِي الْمَوْضُوعَاتِ الْمَكْذُوبَاتِ وَإِنْ كَانَ التِّرْمِذِيُّ قَدْ رَوَاهُ . وَلِهَذَا ذَكَرَهُ ابْنُ الْجَوْزِيِّ فِي الْمَوْضُوعَاتِ وَبَيَّنَ أَنَّهُ مَوْضُوعٌ مِنْ سَائِرِ طُرُقِهِ . وَالْكَذِبُ يُعْرَفُ مِنْ نَفْسِ مَتْنِهِ ؛ لَا يَحْتَاجُ إلَى النَّظَرِ فِي إسْنَادِهِ : فَإِنَّ النَّبِيَّ صَلَّى اللَّهُ عَلَيْهِ وَسَلَّمَ إذَا كَانَ مَدِينَةَ الْعِلْمِ ، لَمْ يَكُنْ لِهَذِهِ الْمَدِينَةِ إلَّا بَابٌ وَاحِدٌ ، وَلَا يَجُوزُ أَنْ يَكُونَ الْمُبَلِّغُ عَنْهُ وَاحِدًا ؛ بَلْ يَجِبُ أَنْ يَكُونَ الْمُبَلِّغُ عَنْهُ أَهْلَ التَّوَاتُرِ الَّذِينَ يَحْصُلُ الْعِلْمُ بِخَبَرِهِمْ لِلْغَائِبِ ، وَرِوَايَةُ الْوَاحِدِ لَا تُفِيدُ الْعِلْمَ إلَّا مَعَ قَرَائِنَ ، وَتِلْكَ الْقَرَائِنُ إمَّا أَنْ تَكُونَ مُنْتَفِيَةً ، وَإِمَّا أَنْ تَكُونَ خَفِيَّةً عَنْ كَثِيرٍ مِنْ النَّاسِ ، أَوْ أَكْثَرِهِمْ ؛ فَلَا يَحْصُلُ لَهُمْ الْعِلْمُ بِالْقُرْآنِ وَالسُّنَّةِ الْمُتَوَاتِرَةِ ؛ بِخِلَافِ النَّقْلِ الْمُتَوَاتِرِ: الَّذِي يَحْصُلُ بِهِ الْعِلْمُ لِلْخَاصِّ وَالْعَامِّ.
وَهَذَا الْحَدِيثُ إنَّمَا افْتَرَاهُ زِنْدِيقٌ أَوْ جَاهِلٌ: ظَنَّهُ مَدْحًا؛ وَهُوَ مُطْرِقُ الزَّنَادِقَةِ إلَى الْقَدْحِ فِي عِلْمِ الدِّينِ - إذْ لَمْ يُبَلِّغْهُ إلَّا وَاحِدٌ مِنْ الصَّحَابَةِ .
ثُمَّ إنَّ هَذَا خِلَافُ الْمَعْلُومِ بِالتَّوَاتُرِ؛ فَإِنَّ جَمِيعَ مَدَائِنِ الْمُسْلِمِينَ : بَلَغَهُمْ الْعِلْمُ عَنْ رَسُولِ اللَّهِ صَلَّى اللَّهُ عَلَيْهِ وَسَلَّمَ مِنْ غَيْرِ طَرِيقِ عَلِيٍّ رَضِيَ اللَّهُ عَنْهُ.

### الدارقطني
والحَدِيثُ مُضطَرِبٌ غَيرُ ثابِتٍ 

### يحيى بن معين
ما هذا الحديث بشيء 

### أبو جعفر العقيلي
لَا يَصِحُّ فِي هَذَا الْمَتْنِ حَدِيثٌ 

### الترمذي
هَذَا حَدِيثٌ غَرِيبٌ مُنْكَرٌ 
وقال:«سَأَلْتُ مُحَمَّدًا - يعني البخاري - عَنْهُ فَلَمْ يَعْرِفْهُ, وَأَنْكَرَ هَذَا الْحَدِيثَ» انتهى

### أبو بكر بن العربي
هُوَ حَدِيثٌ بَاطِلٌ، النَّبِيُّ - صَلَّى اللَّهُ عَلَيْهِ وَسَلَّمَ - مَدِينَةُ عِلْمٍ وَأَبْوَابُهَا أَصْحَابُهَا؛ وَمِنْهُمْ الْبَابُ الْمُنْفَسِحُ، وَمِنْهُمْ الْمُتَوَسِّطُ عَلَى قَدْرِ مَنَازِلِهِمْ فِي الْعُلُومِ.

### الإمام ابن القيسراني
هَذَا الْحَدِيثُ مِمَّا ابْتَكَرَهُ أَبُو الصَّلْتِ الهروي، وَالْكَذَبَةُ عَلَى مِنْوَالِهِ نَسَجُوا.

### الإمام محمد ناصر الدين الألباني
موضوع